# 사와무라 히로카즈
사와무라 히로카즈(일본어: 澤村 拓一, 1988년 4월 3일 ~ )는 일본의 프로 야구 선수이며, 현재 퍼시픽 리그인 지바 롯데 마린스의 소속 선수(투수)이다. 도치기현 도치기시 출신이다.
언론에서는 ‘沢村 拓一’(동음)의 표기도 볼 수 있다.

## 인물

### 프로 입단 전
초등학교 2학년 때 야구를 시작해 6학년 때부터 투수를 맡았다. 이때부터 자기 주장이 강했다고 한다. 도치기 시립 도요 중학교에서도 야구부에 소속되면서 소속 도치기현 대회에도 출전했고 사노 니혼 대학 고등학교 시절에는 팀의 세 번째 투수로서 여름을 맞이해 등판 기회가 없는 채로 소속 도치기현 대회 결승에서 패했다. 고등학교 선배이자 주오 대학 OB이기도 한 아이다 유시의 권유도 있어 주오 대학 경식 야구부를 지원했다. 도카이 대학에도 지원하여 주오 대학과 도카이 대학에 모두 합격했지만 먼저 합격 통지를 받은 주오 대학(상학부)에 진학하기로 결심했다.
대학 진학 후 2학년 가을에는 도토 대학 1부 리그 첫 선발·첫 승리를 완봉으로 장식하여 팀내 에이스로 성장했고 2009년에 제37회 미일 대학 야구 선수권 대회 일본 대표와 제25회 아시아 야구 선수권 대회 일본 대표팀 선수로 발탁됐다. 3학년 때 추계 리그전인 아오야마가쿠인 대학과의 경기에서 1회에 메이지 진구 야구장에서의 대학생으로서는 역대 최고 속도가 되는 시속 156km/h를 측정했다. 같은 해 11월 22일에 U-26 NPB 선발 vs 대학 일본 대표팀 선수로 출전, 3회말에 1이닝을 던지면서 사카모토 하야토를 직구로 루킹 삼진으로 잡는 등 무실점으로 호투했다. 4학년 때 춘계 리그전인 도요 대학과의 경기에서 대학생으로서의 역대 최고 성적을 경신하는 시속 157km/h를 측정하는 등의 활약으로 최우수 투수상을 수상했다. 리그전이 종료된 후에는 세계 대학 야구 선수권 대회 일본 대표팀 선수로 발탁됐지만 부상 때문에 출전을 포기했다. 도토 대학 1부 리그 통산 41경기에 등판하여 19승 14패, 평균 자책점 1.31, 266개의 탈삼진을 기록했고 2부 리그에서는 7승 2패를 기록했다. 2011년에는 대학을 졸업했다.
주오 대학에서도 직구에 매달린 2학년 가을에는 구속이 150km를 넘게 됐지만 야구부 감독이던 다카하시 요시마사는 “너는 투수가 아니다. 단순한 ‘던지기’다!”라고 혹평하여 컨트롤과 변화구를 익히도록 반복적으로 지도했다. 3학년 가을 무렵부터 성장의 조짐이 보였고 그해 완봉한 4학년 가을에 열린 아시아 대학과의 경기에서는 다카하시도 “완벽한 피칭이라고 부를 수 있는 투구”라고 평가했다. 사와무라도 같은 해 봄부터 변화구를 익혀 투구의 폭이 넓어지고 있다는 것을 실감했다.
2010년 10월에 열린 프로 야구 드래프트 회의에서 같은 주오 대학 출신의 아베 신노스케·가메이 요시유키의 활약상을 보고 입단을 희망, 서로 마음에 두고 있는 관계라고도 말한 요미우리 자이언츠로부터 단독 1순위로 지명을 받아 기자회견 석상에서 기쁨의 눈물을 흘렸다. 드래프트에 지명된 직후의 기자회견에서 등번호 18번을 희망했지만 10월 30일에 인사차 방문한 구단 대표 기요타케 히데토시로부터 “사와무라(에이지)를 한 단계 뛰어넘는다는 의미로 15번을 택했으면 좋겠다. 18번은 실력으로 보여줬으면 한다”라고 말했지만 결과적으로 2011년에 FA권을 행사하여 요미우리에 이적한 스기우치 도시야에게 18번이 주어졌다(사와무라 에이지의 등번호 14번은 요미우리의 영구 결번이다).
드래프트 직전에는 주니치 스포츠, 스포츠 호치와 스포츠 닛폰 등이 ‘주니치 드래건스도 사와무라를 1순위로 지명할 방침이다’라고 보도했지만 주니치는 최종적으로 사와무라가 아닌 오노 유다이(붓쿄 대학)를 단독 1순위로 지명했다. 닛칸 겐다이 2011년 10월 보도에 의하면 “주니치는 입단 거부의 위험이 따를 수도 있다고 생각하여 당일 스카우트 회의에서 사와무라의 지명을 보류해 오노의 단독 지명으로 전환했다”고 한다. 사와무라 자신도 2010년 12월에 “드래프트 앞두고 복수의 메이저 리그 구단으로부터 메이저 리그 계약 오퍼도 있었기 때문에 요미우리 이외로부터 지명받았을 경우에는 미국에서의 프로 입단을 선택했을 가능성도 있었다”고 말했다.

### 요미우리 시절

#### 2011년
개막을 1군에서 맞이한 4월 15일 히로시마 도요 카프전(마쓰다 스타디움)에서 프로 첫 등판이자 첫 선발 등판하여 7회 도중까지 2실점(무자책점)의 투구를 보여줬다. 이 경기에서는 첫 승리가 되진 않았지만 같은 달 21일 한신 타이거스전(한신 고시엔 구장)에서 7이닝 1실점의 호투로 데뷔 첫 승리 투수가 됐다. 5월 31일 사이타마 세이부 라이온스전(세이부 돔)에서 프로 첫 완투승을 거두었고 6월 19일 세이부전(도쿄 돔)에서 7이닝 무실점의 호투로 홈구장에서의 첫 승리를 달성했다(그러나 첫 승리의 위닝볼은 이날 팀의 마지막 투수로 등판한 조나단 알발라데호가 관중석에 던져넣었기 때문에 사와무라 자신의 손에는 전달되지 않았다). 시즌 초반부터 중반에 걸쳐서는 안정된 투구를 했는데도 불구하고 타선의 지원을 받지 못해서 패전 수가 앞섰지만 9월 이후에는 5승 1패, 평균 자책점 1.10, WHIP 0.64를 기록하며 호투를 계속했다. 시즌 최종전에서 평균 자책점이 1점대를 놓쳤지만 센트럴 리그 신인으로서는 에나쓰 유타카 이후 200이닝 도달을 달성했다. 최종적으로 5차례의 완투를 포함한 11승 11패, 평균 자책점 2.03, 174탈삼진, WHIP 0.97 등의 좋은 성적을 남겨 센트럴 리그 신인왕을 차지하는 영예를 안았다. 사와무라의 수상에 의해 요미우리에는 2008년의 야마구치 데쓰야 이래 4년 연속으로 신인왕을 배출하게 됐고 같은 구단에서 4년 연속 신인왕 수상은 일본 프로 야구 사상 최초이다. 10월 11일에는 정찰 멤버로서 2번 타자 겸 1루수로 선발 출전했다.
10월 17일에는 닛폰 TV 아나운서 모리 마키와 시즌 종료 후 결혼하는 것을 공식 발표했다.

#### 2012년

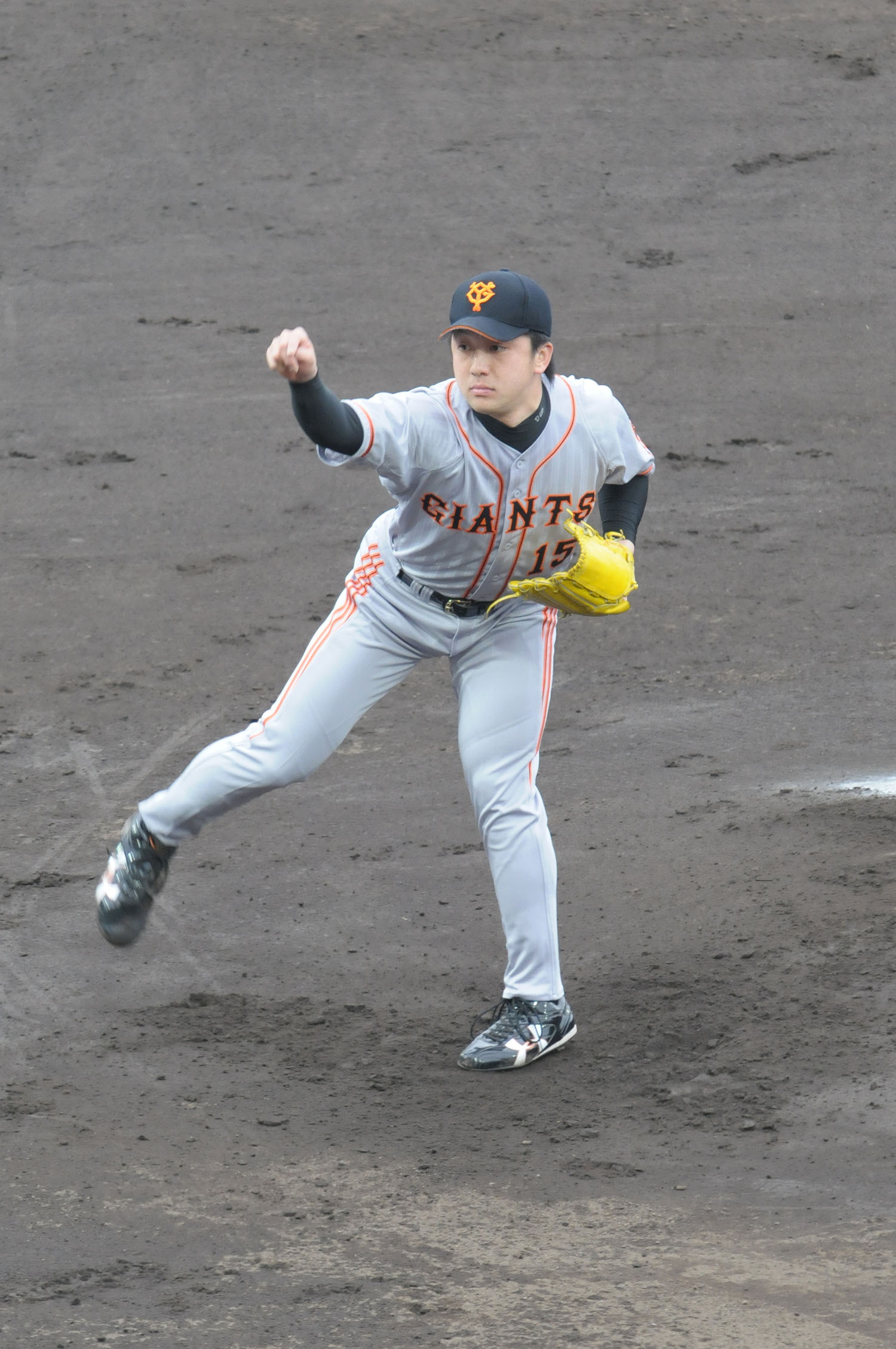
2012년 5월 13일, 고마치 스타디움에서

2년 연속으로 두 자릿수 승리를 달성했는데 요미우리에서 신인 투수가 2년 연속으로 두 자릿수 승리를 기록한 것은 1966~1967년의 호리우치 쓰네오(각각 16승, 12승) 이래 45년 만이다. 그해 시즌에서는 ‘상대를 제압하는 피칭’을 목표로 하여 작년 시즌 종료 이후부터 육체 개조에 전념했다. 시즌 당초에는 평균 자책점이 1점 대에 머물 정도로 안정돼 있었지만 교류전을 계기로 제구가 좋지 않을 정도의 컨디션이 무너져 이후에는 불안정한 투구가 눈에 띄게 늘어났다. 시즌 최종 등판인 요코하마 DeNA 베이스타스와의 경기에서 5이닝 1실점으로 승리 투수가 되어 가까스로 10승에 도달했지만 요미우리에서는 1979~1980년의 에가와 스구루(각각 10패, 12패) 이후 32년 만이자 신인으로서 2년 연속 두 자릿수 패전을 기록, 투구 내용도 작년보다 좋지 못했다.
포스트시즌인 센트럴 리그 클라이맥스 시리즈에서는 팀이 3연패를 당하여 패하면 클라이맥스 시리즈가 끝날지도 모르는 4차전에 선발 등판하여 무자책점(1실점)으로 호투, 승리 투수가 됐다. 이후 요미우리는 이 4차전을 포함한 3연승을 기록하여 일본 시리즈에 진출했다. 홋카이도 닛폰햄 파이터스와 맞붙은 일본 시리즈에서는 2차전에 선발 등판해 8이닝 무실점의 호투로 일본 시리즈에서의 첫 등판·첫 선발과 동시에 첫 승리를 올렸다. 이 경기에서는 1회에 위기를 맞이하여 견제 사인을 놓친 바람에 포수 아베 신노스케로부터 마운드상에서 머리를 얻어맞는 장면도 있었는데 이후 정신을 차렸다는 것도 화제가 됐다. 그해 일본 시리즈에서는 6차전에도 등판했지만 6회초에 나카타 쇼에게 3점 홈런을 맞고 동점이 된 뒤에 대타로 교체되면서 강판됐다. 팀은 4승 2패의 성적으로 일본 시리즈 정상에 올랐다.
그 후 11월 6일에 사무라이 재팬 매치 2012 ‘일본 대표 대 쿠바 대표’의 일본 대표팀 선수로 발탁됐다는 사실이 발표돼 대표팀에 합류했다. 또한 12월 4일에 제3회 월드 베이스볼 클래식 일본 대표팀 후보 선수 34인의 명단이 발표되면서 후보에 올랐다.

#### 2013년
2월 20일에는 제3회 월드 베이스볼 클래식 일본 대표팀 선수 28인의 명단이 발표돼 대표팀에 합류했고 본선에서는 4경기에 중간 계투로 등판해 3과 1/3이닝 1실점의 성적을 남겼다.
같은 해 3월 말에 모리 마키와 이혼했다. 결혼한 지 1년 5개월 만이다.
그 해에는 타선의 지원을 받지 못하는 와중에(그해 득점지원률은 규정 투구 이닝을 도달한 선수 중에서는 리그 최악이었다) 시즌 전반기는 4승 6패, 평균 자책점 2.46으로 어느 정도의 성적을 남겼다. 올스타전에서는 감독 추천으로 출전 선수로서 발탁돼 1차전에서는 3이닝을 던져 MVP를 수상했다. 요미우리의 투수로서는 1984년 에가와 스구루 이후 29년 만의 수상이다. 그러나 후반기에서는 전반기에 이어 승리하지 못하는 경기가 계속되는 가운데 투구 내용도 서서히 나빠졌다. 9월 12일 DeNA와의 경기(도쿄 돔)부터는 중간 계투로 기용됐다. 중간 계투로서는 12경기에 등판해 1승 1패 6홀드, 평균 자책점 0.63의 성적을 남기며 호투했지만 시즌을 통해선 5승 밖에 거두지 못했고 3년 연속 두 자릿수 패전을 기록하는 등 전년도 이상의 부진에 시달렸다. 히로시마와의 클라이맥스 시리즈에서는 1차전에 중간 계투로 등판해 무실점의 호투를 보였고 도호쿠 라쿠텐 골든이글스와의 일본 시리즈에서는 4경기에 중간 계투로 등판했다.

#### 2014년
스프링 캠프 초반인 2월 3일에 발병한 오른쪽 어깨 통증으로 시즌 개막은 2군에서 맞이했다. 7월에는 1군에 승격했지만 같은 달 30일에 등록이 말소되면서 8월에 재승격돼 5승 3패의 성적으로 정규 시즌을 끝냈다. 10월 16일에 열린 한신과의 클라이맥스 시리즈 파이널 스테이지에서는 2차전에 등판했지만 우에모토 히로키의 머리 부분에 사구를 던져 심판이 위협구로 간주하여 퇴장당했다. 결과적으로 이 위협구로 인해서 한신 타선에 압도당하여 팀은 패했고 그 후 내리 4연패로 클라이맥스 시리즈에서 탈락했다. 11월 9일, 하라 다쓰노리 감독은 불안정했던 구원진을 강화하기 위해 사와무라를 중간 계투로 배치 전환하겠다고 밝혔다.

#### 2015년
2월 16일에 ‘GLOBAL BASEBALL MATCH 2015 사무라이 재팬 대 유럽 대표’의 일본 대표팀 선수로 발탁됐다는 사실이 발표돼 고쿠보 히로키가 일본 대표팀 감독으로 취임하고 처음으로 일본 대표팀에 선출됐다. 단지 본 대회에서 등판할 일은 없었다.
중간 계투로 전향하고 나서는 최초의 시즌이 됐지만, 3월 27일 요코하마 DeNA 베이스타스와의 개막전에서 9회에 등판, 세키네 다이키에게 홈런을 맞았지만 자신으로서는 첫 세이브를 기록했다. 그 후에도 세이브를 쌓아 올리면서 7월 10일 한신전에서 세이브를 기록하는 등 전반기에서의 20세이브에 도달했다. 7월 16일에 제1회 WBSC 프리미어 12의 일본 대표팀 1차 후보 선수로 발탁됐다. 9월 10일에는 제1회 WBSC 프리미어 12의 일본 대표팀 후보 선수로 발탁됐다는 사실이 발표됐다. 후반기에도 마무리 투수의 지위를 유지해나가면서 최종적으로 시즌 36세이브를 기록했다. 그런 한편으로 주자를 내면서도 마무리로 등판하는 일이 많아지자, BB/9가 2.77, WHIP이 1.16(모두 30세이브 이상을 기록한 투수로서는 양대 리그에서 가장 높은 수치)으로 나타내면서 안정감이 결여된 모습을 보였다.
10월 9일에는 제1회 WBSC 프리미어 12의 일본 대표팀 최종 로스터 28인 명단에 이름이 올랐다. 11월 1일에는 재계약 협상 자리에서 연봉 1억 엔으로 갱신했다.

#### 2016년

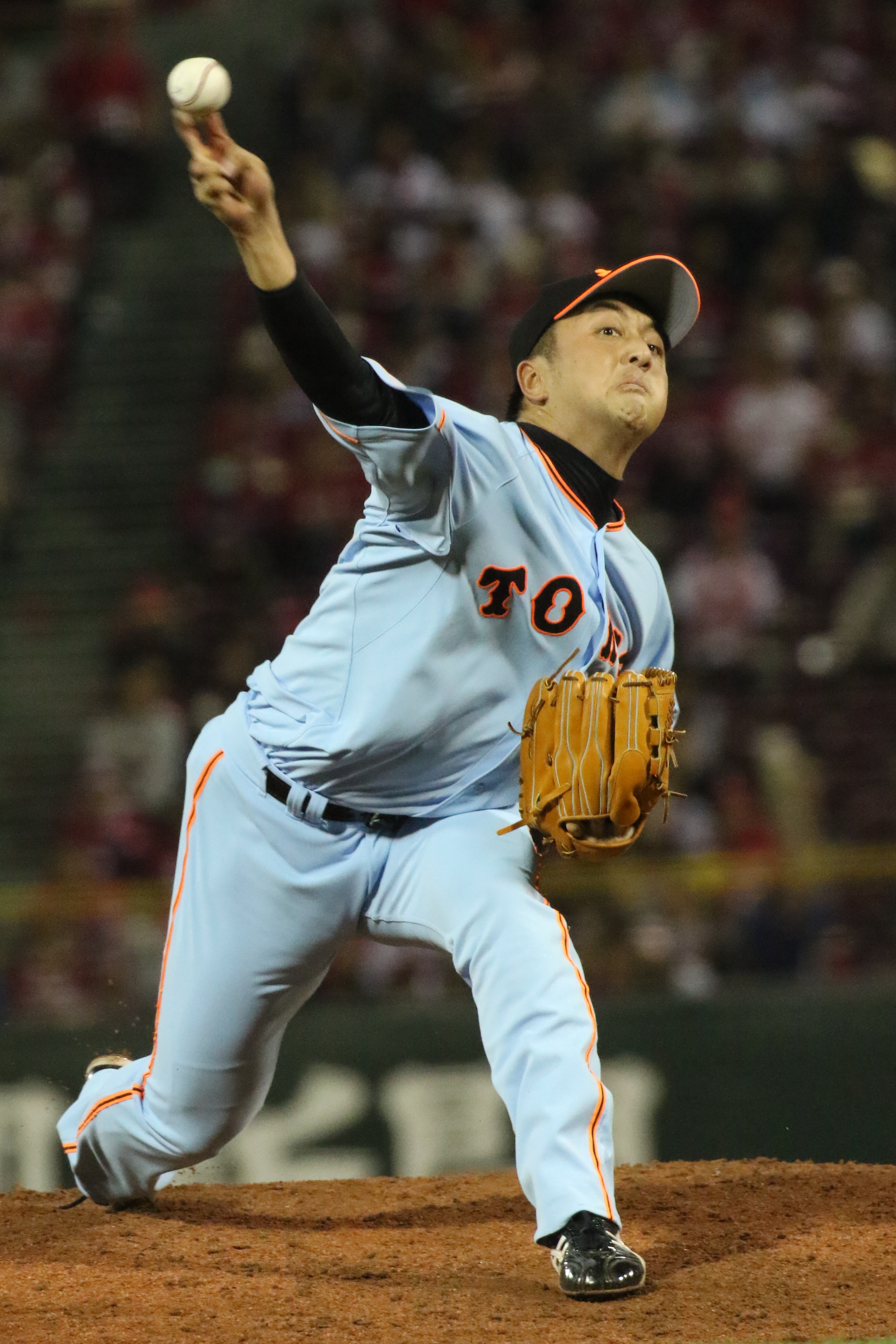
마운드에서의 사와무라(2016년 4월 1일 촬영)

시즌을 통해 마무리 투수를 계속 맡으면서 시즌 최다인 37세이브를 기록하여 자신의 첫 최다 세이브 타이틀을 차지했다. 요미우리에서의 최다 세이브 타이틀은 2013년의 니시무라 겐타로 이래 3년 만이다. 그런 한편으로 후반기에서는 안타나 홈런을 허용하면서도 세이브를 올리는 등 큰 폭으로 숫자를 떨어뜨리거나 팀의 에이스인 스가노 도모유키가 등판하는 경기에서의 중간 계투로 투입되는 장면이 드문드문 보이는(스가노의 승리수 3개를 지워버리고 말았다) 등 승부처에서의 무너지는 면이 부각되면서 주로 팬들 사이에서는 ‘사와무라 극장’이라고 칭해지는 경우가 많이 일어나게 됐다. 특히 9월 4일 주니치와의 경기에서 9회초에 상대 타자 다카하시 슈헤이에게 던진 1구가 3루측 벤치까지 도달하는 폭투를 범했다. 이 폭투는 해외 언론에서도 보도됐다. 사와무라에 대한 자극을 주는 의미를 포함해서 그해 시즌 종료 후 구단은 속구파의 외국인 투수 아르키메데스 카미네로를 영입했다.

#### 2017년
오키나와현에서 스프링 캠프가 진행되는 와중인 2월 25일에 오른쪽 어깨에 당길 정도의 느껴지는 증상이 나타나자, 다음날 구단의 트레이너에 의한 침 치료를 받았다. 하지만 이후에도 상태가 나아지지 않자 복수의 의료진에 의한 진찰을 받은 결과 ‘긴가슴신경 마비’ 진단을 받았다. 침 치료에 의해 마비가 일어났을 가능성이 높은데다가 일시적으로 마비가 나타난 결과, 앞톱니근의 기능 장애가 일어났을 가능성이 우려되고 있는 상황에 직면했다. 9월 9일에 구단 단장 가토리 요시타카와 구단 사장 이시이 가즈오가 요미우리 자이언츠 구장에서 사와무라에게 직접 사과하고 자신은 이를 받아들였다. 가토리는 사와무라에 대해 “순조롭게 회복되면서 상당히 좋아지고 있기 때문에 던지면서 근력을 키워가게 된다”라고 말했다. 이러한 어깨 부상 등의 영향도 있어 이스턴 리그에서는 몇 경기에 등판했지만 1군에서의 등판은 데뷔 후 처음으로 등판 기회도 없이 시즌을 마쳤다.

#### 2018년
어깨 부상에서 복귀하여 이기는 패턴으로서의 등판을 거듭했지만 여름 이후 안정되지 않고 8월 26일 한신전에서 6실점을 내주는 등 49경기에 등판했지만 평균 자책점은 4점대 후반으로 부진을 면치 못했다.

#### 2019년
옆구리 통증으로 한때 전력에서 이탈한 시기는 있었지만 주로 중간 계투 등판이었지만 갑작스러운 선발 등판(2014년 이후의 선발 등판)도 소화하면서 43경기에 등판하여 평균 자책점, WHIP 등의 성적은 전년보다 개선하여 팀의 리그 우승에 기여했다. 연봉도 개인 최고 액수인 1억 5,400만 엔(추정치)이 됐다.

#### 2020년
코로나19로 인해 프로 야구 개막이 6월 19일까지 연기됐으나 사와무라는 개막 엔트리에 입성해 한신과의 개막 3연전에서 2경기에 등판하여 무실점 호투, 첫 등판에서는 시즌 첫 홀드를 기록하는 등 좋은 출발을 한 것처럼 보였다. 하지만 계속된 히로시마와의 3차전에서는 팀의 두 번째 투수로 마운드에 올랐으나 3실점으로 동점을 만들어 원 아웃밖에 내주지 못하고 강판됐다. 이어진 야쿠르트와의 1차전에서는 원 아웃 상황에서 등판하며 시즌 첫 승리를 기록했지만 불안정한 투구는 계속됐다. 7월 25일에는 새로운 외국인 선수 앙헬 산체스가 선발 등판이 예고되고 있었지만, 오른쪽 어깨의 이상을 느껴 선발 등판을 피했다. 급거 선발 등판이 되면서 4회 도중까지 2실점의 투구로 마운드를 내려간 다음날에 산체스와 함께 2군으로 내려갔다. 결과적으로 이것이 요미우리에서의 마지막 등판이 됐다. 그 후 2군에서의 조정을 하고 있었는데 2군에서도 평균 자책점은 1.29이면서도 7이닝 동안 볼넷 10개를 남발할 정도의 투구 내용이 나빴기 때문에 결국 2군 감독이던 아베 신노스케로부터 3군으로 내려가라는 통보를 받았다.

### 지바 롯데 시절(제1기)
2020년 9월 7일, 가쓰키 가즈야와의 맞트레이드로 지바 롯데 마린스에 이적했다. 추정 연봉 1억 엔 이상의 일본인 선수가 시즌 도중에 트레이드된 사례는 2001년의 하루 도시오(요코하마→주니치), 2011년의 사부로(지바 롯데→요미우리)에 이어 NPB 역대 3번째로, 투수로서는 처음이다. 등번호는 요미우리 시절에 착용했던 15번은 전년도 오프에 트레이드로 입단한 대학 선배인 미마 마나부가 이미 사용하고 있었기 때문에 가쓰키가 착용했던 57번으로 정했다. 9월 8일에 입단 발표 기자회견을 한 뒤 즉시 지배하 등록 및 1군 출전 선수로 등록되면서 같은 날에 치른 홋카이도 닛폰햄 파이터스전(ZOZO 마린 스타디움)에서 벤치에 들어갔으나 유니폼이 없는 바람에 타격 투수 후쿠시마 아키히로의 ‘106’번이 새긴 유니폼을 빌려입었다. 이 경기에서는 6회초에 등판해서 3자 연속 삼진을 비롯한 1이닝 무실점으로 막아내며 무난하게 데뷔전을 치렀다.
9월 20일 닛폰햄전(삿포로 돔)에서의 연장 10회말에 볼넷 3개를 내주면서도 무실점으로 버텨 팀의 2연패를 막아내고 세이브를 기록했다. 시즌 도중의 입단으로 세이브를 기록한 것은 팀의 역대 3번째가 됐다. 그해 클라이맥스 시리즈 1차전에 등판했지만 1실점으로 패전 투수가 됐다. 정규 시즌 중인 10월 17일 해외 자유 계약 선수권(FA) 취득 조건을 충족시켜 11월 30일에 메이저 리그 이적을 목적으로 FA권을 행사했다.
지바 롯데는 사와무라가 잔류했을 경우를 대비해 등번호 14번(요미우리에서는 사와무라 에이지의 번호이자 영구 결번이 돼있는 특별한 번호)과 4년 10억 엔 규모의 계약을 제시했다.

### 보스턴 레드삭스 시절
2021년 2월 16일, 보스턴 레드삭스와 2년 계약을 맺었다. 3년째인 2023년에는 상호 옵션이 된다. 등번호는 잠정적으로 22번을 착용했으나 3월 6일(일본 시간)에 요미우리와 보스턴 레드삭스에서 활약했던 선배 우에하라 고지가 착용했던 19번으로 착용하는 것으로 결정됐다. 도치기현 및 도치기현 고교 출신 선수로서 사상 첫 메이저 리거가 됐다.
개막전인 4월 2일 볼티모어 오리올스전에서 9회에 팀의 5번째 투수로 등판해 1이닝을 1피안타 무실점으로 막아내며 메이저 리그 데뷔를 이뤘다. 4월 11일 볼티모어 오리올스전에서는 7회말 2사 주자 없는 상황에 팀의 3번째 투수로 구원 등판해 1과 1/3이닝 동안 1볼넷 무안타 무실점으로 막아내 메이저 리그에서의 첫 홀드를 기록했다. 시즌에서 코로나19 확진 등으로 두 차례 부상자 명단에 올랐으나 최종적으로 55경기에 등판해 5승 10홀드, 평균 자책점 3.06을 기록하며 팀의 포스트시즌 진출에 기여했다. 플레이오프에서는 휴스턴 애스트로스와 맞붙은 리그 챔피언십 시리즈의 로스터로 등록돼 3경기에 등판했다. 오프에는 보스턴 레드삭스로 복귀한 재키 브래들리 주니어가 원래 착용하던 등번호 19번을 원했기 때문에 이듬해 2022년부터는 과거 마쓰자카 다이스케가 착용했던 등번호 18번으로 변경됐다.
2022년 8월 17일 피츠버그 파이리츠전에서 MLB 통산 100경기 등판과 100탈삼진을 기록했다. 8월 29일에 DFA가 되면서 31일에 마이너 계약으로 산하의 트리플 A팀 우스터 레드삭스에 배속됐고 그 후 9월 12일에 자유 계약이 됐다. 그 해 49경기에 등판하여 1승 3홀드, 평균 자책점 3.73의 성적을 남겼다.

### 지바 롯데 시절(제2기)

#### 2023년
1월 28일, 중간 계투 보강을 서두르고 있던 친정팀 지바 롯데 마린스가 사와무라의 재영입을 발표하여 3년 만에 친정팀에 복귀했고 등번호는 54번으로 결정했다. 6월 4일 시점에서 20경기에 등판하고 있었지만 평균 자책점이 6.52로 부진하여 재조정을 위해 등록이 말소됐다. 그 후 14일에 재등록돼 이날 주니치전에 등판하여 1이닝 무실점의 투구를 선보였다. 7월 30일 후쿠오카 소프트뱅크 호크스전에서 연장 11회에 등판해 미일 통산 1000투구 이닝을 달성했지만 끝내기 패배를 당하고 패전 투수가 됐다. 이 시기부터 두통을 느껴 검사받을 목적으로 입원을 위해 8월 2일에 등록이 말소됐으나 10일에 구단이 가역성 대뇌혈관증후군이라는 진단을 받았다고 밝혔다. 8월 말까지 고강도 수준의 운동은 금지돼 있었지만 가벼운 운동으로 연습을 재개했다. 8월 30일에 이스턴 리그인 라쿠텐전에 실전 복귀하여 9월 3일 1군에 등록되자마자 같은 날 라쿠텐전에 등판해서 솔로 홈런을 얻어 맞았지만 1이닝을 1실점으로 막아냈다.

## 플레이 스타일

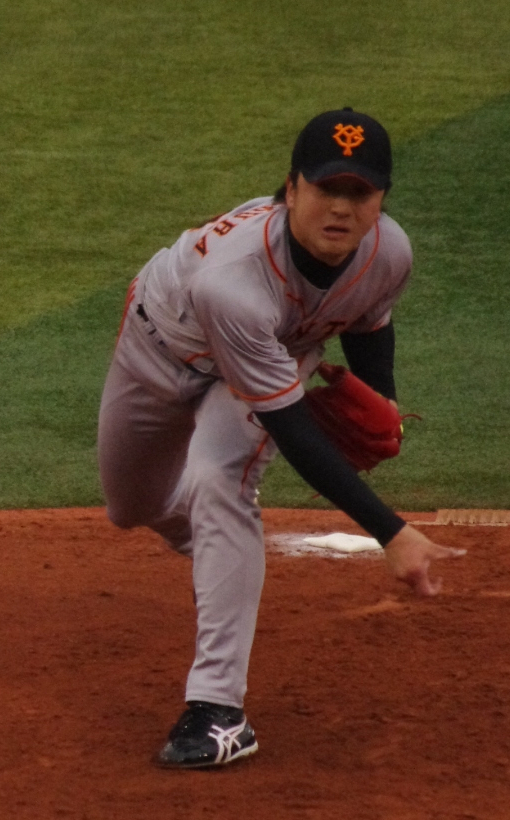
사와무라의 투구폼(2012년)

오버핸드로부터 선발로 활약하던 시절의 평균 구속 약 145km/h,의 속구, 종횡의 슬라이더, 커브, 포크볼을 섞어 던지고 퀵모션도 1.0초대로 빠르다. 2020년에 구원으로서 개인 최고 속도인 159km/h를 측정했다. 스플릿은 최고 속도 152km/h의 스피드가 나오는 것에 더해져 슬라이더 회전을 하기 때문에 세로로 떨어지는 슬라이더와 혼동하는 경우도 있었다. 또한 2012년 일본 시리즈로부터 투심을 추가했다. 구원 투수로 전향한 후에는 거의 모두 직구와 포크볼로 볼배합을 고려하고 있으며 드물게 슬라이더나 컷 패스트볼을 던진다.
2013년에 구원 투수로서 기용됐을 때엔 평균 구속 약 148km/h를 기록하면서 선발로서도 센트럴 리그 굴지의 구속을 자랑하지만 본인은 스피드에 구애되진 않고 높은 직구와 낮은 변화구가 생명선이라고 말하는가 하면 한편으로 투구에 ‘젊음’을 드러내고 싶다고 말했다. 또한 오른쪽 타자의 몸쪽을 찌르는 직구에 자신감을 갖고 있다. 그런 반면에 직구로 상대를 ‘제압’하는 것에 고집하지 않고 타자의 노림수나 타이밍을 벗어나는 투구를 배우는 것을 과제로서 자각하고 있다.
탈삼진률은 2015년까지 통산 7.88로 특별히 높진 않지만, ‘삼진을 몇 개 뺏어냈다’와 ‘삼진을 잡을 수 있는 직구’보다도 타자를 잡는 것을 가장 중요하게 여기고 있다고 한다.
한편 요미우리 시절부터 제구난에 시달리고 있어서 좋을 때와 나쁠 때의 차이가 크며 상대 타자에게 볼넷을 내주며 주자를 모아놓고 밀어내기 볼넷으로 1점을 헌납하고 뼈아픈 한방을 맞는 등 자멸하는 일도 있어 이것들도 위에서 말한 사와무라 자신의 승부처에서 나약함을 상징한다고 말한다.

## 에피소드
- 2012년에 요미우리가 일본 시리즈 정상에 올랐을 때 출연한 TV 프로그램 《나카이 마사히로의 블랙 버라이어티》(닛폰 TV)에서 ‘일본 시리즈에 우승하면 무엇을 할까’라고 묻자, 아베 신노스케, 우쓰미 데쓰야가 ‘가족 서비스’라고 대답하는 와중에 자신은 ‘트레이닝’이라고 대답할 정도로 연습을 좋아하는 선수로도 알려져 있다.[90] 특히 대학 시절부터 계속해온 웨이트 트레이닝을 열심히 해서 2011년 시점에서는 스쿼트를 240kg의 중량을 10회나 들어 올렸다.[91] 그러나 2014년 자주 트레이닝의 단계에는 “3년은 했지만 뚜렷한 결과를 남길 수 없었다. 올해 진가를 발휘해야 하는 시즌이라고 하는데 같은 것을 반복하는 것은 바보같은 짓이다”라는 이유로 고중량의 바벨을 사용하는 연습은 하지 않고 몸을 능숙하게 사용하는 기술을 추구하기로 모색하기 시작했다.[92]

- 동경하는 선수는 사이토 가즈미,[87] 좌우명은 ‘저돌맹진’(猪突猛進)이다. 취미는 가전으로 ‘말하기 시작하면 몇 시간도 말할 수 있다’라고 호언장담할 정도이다.[93]

- 야구용품은 입단 초기에 미즈노, 2012년부터 언더아머와 계약을 맺어 이 회사의 글러브와 스파이크, 웨어를 사용하고 있지만[94] 2016년부터 아식스, 2020년부터 다시 미즈노를 사용하고 있다.

- 중학교 때부터 대학 시절까지의 감독들은 모두 ‘열심히 연구하는 선수’라고 평가해 본인도 어렸을 때부터 투구폼에 대해 생각하는 것을 좋아했다고 말한다.[86][87] 고교 시절에 비해 대학에서는 주위의 영향을 받아 연습에 임하는 의식이 변하면서 1부 리그로 올라갔던 것이 전환점이 됐고[79] 다른 사람들이 자신을 보게 되므로 자신에게 압박을 가할 수 있었다고 말한다.[10]

- 주오 대학 야구부 감독인 다카하시 요시마사는 ‘자신을 위해 야구를 한다’라는 의식을 주입시켰다. 이것은 자신이 좋은 플레이를 하면 팀의 승리로 연결돼 양쪽에 있어서 플러스가 된다는 것으로 자기 팀이 치지 못한다면 내가 막으면 된다라는 생각과 연결된다.[4] 사와무라는 다카하시와의 만남 자체가 자신을 변할 수 있었다고 말했다. 또 대학 시절에 구속이 올라간 이유로 하반신을 단련한 것이라 하며, 누군가에게 듣고서 하는 것이 아니라 스스로 생각하면서 연습하는 것이 타인과의 차이를 만들었다라는 견해를 밝혔다.[4]

- 지바 롯데 이적 후 첫 등판 때 유니폼이 없었기 때문에 후쿠시마 아키히로에게서 빌려 착용한 등번호 ‘106’이 포켓몬스터에 등장하는 카쿠토 타입의 포켓몬 ‘시라소몬’의 도감번호(도감 No.106)와 똑같다고 팬들의 주목을 받아 인터넷상에서 화제가 되어[95] 지바현에 있는 포켓몬센터에서는 시라소몬 인형이 매진됐다.[96] 그 후 뉴스를 알게 된 사와무라 본인이 시라소몬 인형과의 투샷을 찍은 사진이 지바 롯데 구단의 공식 트위터에 올려졌다.[97] 또 2020년 9월에 개최된 마린 페스타에서는 등 이름을 ‘SAWAMURAAA’라고 붙였다.[97]

## 상세 정보

### 출신 학교
- 사노 니혼 대학 고등학교
- 주오 대학

### 선수 경력
NPB
- 요미우리 자이언츠(2011년 ~ 2020년)
- 지바 롯데 마린스(2020년, 2023년 ~ 현재)

MLB
- 보스턴 레드삭스(2021년 ~ 2022년)

국가 대표 경력
- 2013년 월드 베이스볼 클래식 일본 국가대표
- 2015년 WSBC 프리미어 12 일본 국가대표

### 수상·타이틀 경력

#### 타이틀
- 최다 세이브 투수 : 1회(2016년)

#### 수상
- 신인왕(2011년)
- 2011 골든 루키상 (2011년)
- 일본 프로 스포츠 대상 최고 신인상(2011년)
- 도쿄 돔 MVP 특별상 : 1회(2011년)
- 올스타전 MVP : 1회(2013년 1차전)
- 월간 최우수 배터리상 : 1회(2020년 9월) ※포수: 가키누마 도모야

### 개인 기록

#### NPB

##### 첫 기록(투수)
- 첫 등판·첫 선발 : 2011년 4월 15일, 대 히로시마 도요 카프 1차전(MAZDA Zoom-Zoom 스타디움 히로시마), 6과 2/3이닝 2실점[98]
- 첫 탈삼진 : 상동, 3회말에 구라 요시카즈로부터 헛스윙 삼진
- 첫 승리·첫 선발 승리 : 2011년 4월 21일, 대 한신 타이거스 3차전(한신 고시엔 구장), 7이닝 1실점[99]
- 첫 완투 승리 : 2011년 5월 31일, 대 사이타마 세이부 라이온스 1차전(세이부 돔), 9이닝 4피안타 1실점 8탈삼진[100]
- 첫 완봉 승리 : 2011년 10월 8일, 대 주니치 드래건스 20차전(나고야 돔), 9이닝 1피안타 무실점 7탈삼진[101]
- 첫 홀드 : 2013년 9월 12일, 대 요코하마 DeNA 베이스타스 23차전(도쿄 돔), 8회초에 2번째 투수로서 구원 등판, 2/3이닝 무실점
- 첫 세이브 : 2015년 3월 27일, 대 요코하마 DeNA 베이스타스 전(도쿄 돔), 9회에 3번째 투수로서 구원 등판, 1이닝 1실점[102]

##### 첫 기록(타격)
- 첫 타석 : 2011년 4월 15일, 대 히로시마 도요 카프 1차전(MAZDA Zoom-Zoom 스타디움 히로시마), 2회초에 디오니 소리아노로부터 삼진
- 첫 안타·첫 타점 : 2011년 5월 11일, 대 요코하마 베이스타스 5차전(도쿄 돔), 5회말에 클레이튼 해밀턴으로부터 좌전 적시타

##### 기타
- 한 이닝 4탈삼진 : 2012년 4월 13일, 대 요코하마 DeNA 베이스타스 1차전(요코하마 스타디움) ※5회말에 이시카와 다케히로, 구로바네 도시키, 고바야시 후토시(낫아웃), 긴조 다쓰히코로부터 달성(역대 14번째이자 센트럴 리그에서는 7번째)[103]
- 신인으로부터 2년 연속 두 자릿수 승리 ※요미우리에서는 1966년 ~ 1967년의 호리우치 쓰네오(16승, 12승)가 기록한 이래 45년 만의 기록[104]
- 올스타전 출장 : 2회(2011년, 2013년)

#### MLB

##### 첫 기록(투수)
- 첫 등판 : 2021년 4월 2일, 대 볼티모어 오리올스 1차전(펜웨이 파크), 9회초에 5번째 투수로서 구원 등판, 1이닝 1피안타 무실점[63]
- 첫 탈삼진 : 상동, 9회초에 오스틴 헤이스로부터 헛스윙 삼진[63]
- 첫 홀드 : 2021년 4월 11일, 대 볼티모어 오리올스 6차전(오리올 파크 앳 캠던 야즈), 7회말에 3번째 투수로서 구원 등판, 1과 1/3이닝 무실점[64]
- 첫 승리 : 2021년 4월 23일, 대 시애틀 매리너스 2차전(펜웨이 파크), 4회초에 2번째 투수로서 구원 등판, 1과 1/3이닝 무실점[105]

#### NPB/MLB 통산
- 통산 1000투구 이닝 : 2023년 7월 30일, 대 후쿠오카 소프트뱅크 호크스 16차전(후쿠오카 PayPay 돔), 11회말 2아웃에 가이 다쿠야를 우익 뜬공(NPB: 896.1, MLB: 103.2)[106]

### 등번호
- 15(2011년 ~ 2020년 시즌 중)
- 57(2020년 시즌 중 ~ 같은 해 종료)
- 19(2021년)[주 3]
- 18(2022년)
- 54(2023년)
- 11(2024년 ~)

### 연도별 투수 성적
| 연 도     | 소 속     | 등 판 | 선 발 | 완 투 | 완 봉 | 무 4 구 | 승 리 | 패 전 | 세 이 브 | 홀 드 | 승 률 | 타 자 | 이 닝 | 피 안 타 | 피 홈 런 | 볼 넷 | 고 4 | 몸 맞 | 탈 삼 진 | 폭 투 | 보 크 | 실 점 | 자 책 점 | 평 자 책 | W H I P |
| --------- | --------- | ----- | ----- | ----- | ----- | ------- | ----- | ----- | -------- | ----- | ----- | ----- | ----- | -------- | -------- | ----- | ---- | ----- | -------- | ----- | ----- | ----- | -------- | -------- | ------- |
| 2011년    | 요미우리  | 29    | 29    | 5     | 1     | 1       | 11    | 11    | 0        | 0     | .500  | 786   | 200.0 | 149      | 14       | 45    | 1    | 5     | 174      | 5     | 3     | 53    | 45       | 2.03     | 0.97    |
| 2012년    | 요미우리  | 27    | 26    | 2     | 1     | 0       | 10    | 10    | 0        | 0     | .500  | 716   | 169.2 | 172      | 12       | 54    | 0    | 4     | 138      | 2     | 0     | 56    | 54       | 2.86     | 1.33    |
| 2013년    | 요미우리  | 34    | 22    | 3     | 1     | 0       | 5     | 10    | 0        | 6     | .333  | 654   | 158.1 | 138      | 18       | 43    | 0    | 5     | 148      | 5     | 0     | 58    | 55       | 3.13     | 1.14    |
| 2014년    | 요미우리  | 12    | 11    | 2     | 1     | 0       | 5     | 3     | 0        | 0     | .625  | 299   | 72.2  | 69       | 3        | 14    | 0    | 2     | 66       | 5     | 0     | 31    | 30       | 3.72     | 1.14    |
| 2015년    | 요미우리  | 60    | 0     | 0     | 0     | 0       | 7     | 3     | 36       | 3     | .700  | 282   | 68.1  | 58       | 4        | 21    | 0    | 3     | 60       | 2     | 0     | 12    | 10       | 1.32     | 1.16    |
| 2016년    | 요미우리  | 63    | 0     | 0     | 0     | 0       | 6     | 4     | 37       | 4     | .600  | 271   | 64.1  | 60       | 5        | 22    | 0    | 1     | 55       | 9     | 1     | 20    | 19       | 2.66     | 1.27    |
| 2018년    | 요미우리  | 49    | 0     | 0     | 0     | 0       | 1     | 6     | 0        | 24    | .143  | 238   | 52.1  | 55       | 4        | 27    | 3    | 3     | 54       | 3     | 0     | 29    | 27       | 4.64     | 1.57    |
| 2019년    | 요미우리  | 43    | 2     | 0     | 0     | 0       | 2     | 2     | 1        | 13    | .500  | 197   | 48.1  | 40       | 3        | 17    | 1    | 3     | 55       | 1     | 0     | 14    | 14       | 2.61     | 1.19    |
| 2020년    | 요미우리  | 13    | 1     | 0     | 0     | 0       | 1     | 1     | 0        | 1     | .500  | 64    | 13.1  | 14       | 1        | 8     | 0    | 2     | 11       | 0     | 0     | 9     | 9        | 6.08     | 1.65    |
| 2020년    | 지바 롯데 | 22    | 0     | 0     | 0     | 0       | 0     | 2     | 1        | 13    | .000  | 82    | 21.0  | 10       | 2        | 10    | 0    | 0     | 29       | 3     | 0     | 4     | 4        | 1.71     | 0.95    |
| '20 소계  | 지바 롯데 | 35    | 1     | 0     | 0     | 0       | 1     | 3     | 1        | 14    | .250  | 146   | 34.1  | 24       | 3        | 18    | 0    | 2     | 40       | 3     | 0     | 13    | 13       | 3.41     | 1.29    |
| 2021년    | BOS       | 55    | 0     | 0     | 0     | 0       | 5     | 1     | 0        | 10    | .833  | 233   | 53.0  | 45       | 9        | 32    | 6    | 2     | 61       | 8     | 0     | 24    | 18       | 3.06     | 1.45    |
| 2022년    | BOS       | 49    | 0     | 0     | 0     | 0       | 1     | 1     | 0        | 3     | .500  | 221   | 50.2  | 45       | 4        | 27    | 2    | 0     | 40       | 8     | 0     | 23    | 21       | 3.73     | 1.42    |
| 2023년    | 지바 롯데 | 34    | 1     | 0     | 0     | 0       | 4     | 3     | 3        | 14    | .571  | 148   | 33.0  | 33       | 6        | 18    | 2    | 1     | 24       | 0     | 1     | 18    | 18       | 4.91     | 1.55    |
| NPB: 10년 | NPB: 10년 | 386   | 92    | 12    | 4     | 1       | 52    | 55    | 78       | 78    | .486  | 3737  | 901.1 | 798      | 72       | 279   | 7    | 29    | 814      | 35    | 5     | 304   | 285      | 2.85     | 1.20    |
| MLB: 2년  | MLB: 2년  | 104   | 0     | 0     | 0     | 0       | 6     | 2     | 0        | 13    | .750  | 454   | 103.2 | 90       | 13       | 59    | 8    | 2     | 101      | 16    | 0     | 47    | 39       | 3.39     | 1.44    |

- 2023년 시즌 종료 기준
- 굵은 글씨는 시즌 최고 성적.

### WBC에서의 투수 성적
| 연 도 | 대 표 | 등 판 | 선 발 | 승 리 | 패 전 | 세 이 브 | 타 자 | 이 닝 | 피 안 타 | 피 홈 런 | 볼 넷 | 고 4 | 몸 맞 | 탈 삼 진 | 폭 투 | 보 크 | 실 점 | 자 책 점 | 평 자 책 |
| ----- | ----- | ----- | ----- | ----- | ----- | -------- | ----- | ----- | -------- | -------- | ----- | ---- | ----- | -------- | ----- | ----- | ----- | -------- | -------- |
| 2013  | 일본  | 4     | 0     | 0     | 0     | 0        | 13    | 3.1   | 3        | 0        | 0     | 0    | 0     | 3        | 0     | 0     | 1     | 1        | 2.70     |

### WBSC 프리미어 12에서의 투수 성적
| 연 도 | 대 표 | 등 판 | 선 발 | 승 리 | 패 전 | 세 이 브 | 타 자 | 이 닝 | 피 안 타 | 피 홈 런 | 볼 넷 | 고 4 | 몸 맞 | 탈 삼 진 | 폭 투 | 보 크 | 실 점 | 자 책 점 | 평 자 책 |
| ----- | ----- | ----- | ----- | ----- | ----- | -------- | ----- | ----- | -------- | -------- | ----- | ---- | ----- | -------- | ----- | ----- | ----- | -------- | -------- |
| 2015  | 일본  | 2     | 0     | 1     | 0     | 0        | 7     | 2.0   | 2        | 0        | 0     | 0    | 0     | 0        | 0     | 0     | 1     | 1        | 4.50     |

### 연도별 수비 성적
| 연도      | 소속      | 투수  | 투수  | 투수  | 투수  | 투수  | 투수     |
| 연도      | 소속      | 경 기 | 척 살 | 보 살 | 실 책 | 병 살 | 수 비 율 |
| --------- | --------- | ----- | ----- | ----- | ----- | ----- | -------- |
| 2011      | 요미우리  | 29    | 5     | 27    | 3     | 1     | .914     |
| 2012      | 요미우리  | 27    | 11    | 35    | 1     | 4     | .979     |
| 2013      | 요미우리  | 34    | 7     | 20    | 2     | 0     | .931     |
| 2014      | 요미우리  | 12    | 4     | 9     | 0     | 0     | 1.000    |
| 2015      | 요미우리  | 60    | 3     | 11    | 0     | 0     | 1.000    |
| 2016      | 요미우리  | 63    | 1     | 7     | 0     | 0     | 1.000    |
| 2018      | 요미우리  | 49    | 0     | 6     | 1     | 2     | .857     |
| 2019      | 요미우리  | 43    | 2     | 9     | 0     | 0     | 1.000    |
| 2020      | 요미우리  | 13    | 2     | 1     | 0     | 0     | 1.000    |
| 2020      | 지바 롯데 | 22    | 0     | 1     | 0     | 0     | 1.000    |
| '20 소계  | 지바 롯데 | 35    | 2     | 2     | 0     | 0     | 1.000    |
| 2021      | BOS       | 55    | 1     | 3     | 0     | 0     | 1.000    |
| 2022      | BOS       | 49    | 1     | 8     | 1     | 1     | .900     |
| 2023      | 지바 롯데 | 34    | 0     | 8     | 0     | 0     | 1.000    |
| NPB: 10년 | NPB: 10년 | 386   | 35    | 134   | 7     | 7     | .960     |
| MLB: 2년  | MLB: 2년  | 104   | 2     | 11    | 1     | 1     | .929     |

- 2023년 시즌 종료 기준.

### 주해
1. ↑  이것은 NPB의 마지막 정찰 멤버다. 이듬해부터는 전 경기에 예고 선발 제도가 도입되면서 정찰 멤버가 필요 없게 됐다. 여전히 일본 시리즈에서는 가능성이 있지만 2012년 이후에는 정찰 멤버가 들어온 적이 없다.
2. ↑  원래 트레이드 기한은 7월 31일까지이지만 코로나19의 영향으로 공식전 개막이 3개월 연기된 것에 데 따른 특례 조치로 일본 야구 기구와 일본 프로 야구 선수회의 합의에 따라 2020년 트레이드 기한이 9월 30일까지로 연장됐다.[54]
3. ↑  등번호가 정해지지 않았던 관계로 2월 16일부터 3월 5일까지는 잠정적으로 등번호 22번을 착용하고 있었다.

### 출전
1. ↑  “ロッテ - 契約更改 - プロ野球”. 닛칸 스포츠. 2023년 11월 28일에 확인함.
2. 1 2 3  “澤村投手 入団について”. 《지바 롯데 마린스》. 2023년 1월 28일. 2023년 1월 28일에 원본 문서에서 보존된 문서. 2023년 1월 28일에 확인함.
3. ↑  “もっと中継ぎ投手も取材して！沢村拓一の大活躍で考えたい「日本メディアは選手の報道が偏っていないか？」(上原浩治)”. Yahoo!ニュース. 2021년 6월 3일. 2021년 6월 8일에 원본 문서에서 보존된 문서. 2021년 6월 8일에 확인함.
4. 1 2 3 4 5 6  세쓰마루 유이치 (2011). 《最強世代1988 田中将大、斎藤佑樹、坂本勇人、前田健太･･････11人の告白》. 講談社. ISBN 978-4-06-295066-4.
5. 1 2 3  “沢村　涙の理由は…巨人でなければ、ヤンキースだった（野球）”. 《Sponichi Annex》 (일본어) (スポーツニッポン新聞社). 2010년 12월 1일. 2010년 12월 4일에 원본 문서에서 보존된 문서. 2021년 8월 9일에 확인함.
6. 1 2  “＜本格派誕生秘話＞ 澤村拓一 「不器用さが生んだ剛速球」(3/4)”. Number Web. 2011년 4월 15일. 2021년 8월 9일에 확인함.
7. ↑  “硬式野球部の澤村 拓一さん（商学部４年）がプロ野球ドラフト会議において読売ジャイアンツから１位指名されました”. 주오 대학. 2010년 11월 5일에 원본 문서에서 보존된 문서. 2012년 10월 28일에 확인함.
8. ↑  “沢村拓一選手（読売巨人軍・2011年卒業）が新人賞（新人王）に選ばれました”. 주오 대학. 2012년 10월 28일에 확인함.
9. ↑  “野球 : 中大・高橋監督「巨人・沢村が2ケタ勝つ条件」”. SPORTS COMMUNICATIONS. 2011년 3월 16일. 2021년 8월 9일에 확인함.
10. 1 2  矢島彩 (2010년 10월 22일). “「1年目から最低10勝」――157キロ右腕・澤村の決意と覚悟 2010年プロ野球ドラフト注目選手”. スポーツナビ. 2014년 4월 7일에 원본 문서에서 보존된 문서. 2019년 12월 5일에 확인함.
11. ↑  “巨人の沢村、相思相愛実った！／ドラフト”. 산케이 스포츠. 2010년 10월 29일. 2010년 10월 31일에 원본 문서에서 보존된 문서. 2021년 8월 9일에 확인함.
12. ↑  “巨人 沢村にあいさつ 用意した背番号15の意味は?”. 《Sponichi Annex》 (일본어) (スポーツニッポン新聞社). 2010년 10월 30일. 2010년 12월 4일에 원본 문서에서 보존된 문서. 2021년 8월 9일에 확인함.
13. ↑  “中大・沢村、竜１５７キロ右腕獲り”. 《주니치 스포츠》 (일본어) (주니치 신문사). 2010년 10월 17일. 2010년 10월 19일에 원본 문서에서 보존된 문서. 2021년 8월 9일에 확인함.
14. ↑  “指名最少２人も　豊作ドラフトも独自の方針…中日”. 《스포츠 호치》 (일본어) (호치 신문사). 2010년 10월 24일. 2010년 10월 28일에 원본 문서에서 보존된 문서. 2021년 8월 9일에 확인함.
15. ↑  “ドラ1は沢村を基本線…直前に指揮官の意向確認”. 《Sponichi Annex》 (일본어) (スポーツニッポン新聞社). 2010년 10월 28일. 2010년 10월 19일에 원본 문서에서 보존된 문서. 2021년 8월 9일에 확인함.
16. ↑  “沢村に花道を邪魔される落合監督の皮肉”. 《닛칸 겐다이》 (일본어) (고단샤). 2011년 10월 15일. 2011년 10월 18일에 원본 문서에서 보존된 문서. 2021년 8월 9일에 확인함.
17. ↑  “巨人・澤村拓一投手「高校時代の仲間の分まで……」／思い出の初○○ | 野球コラム”. 《週刊ベースボールONLINE》 (일본어). 2022년 2월 26일에 확인함.
18. ↑  “セ・リーグ6球団 直近の新人王は？ | 野球コラム”. 《週刊ベースボールONLINE》 (일본어). 2022년 2월 26일에 확인함.
19. ↑  “沢村入団後連続10勝 Gは堀内氏以来”. 《デイリースポーツ》. 2012년 10월 6일. 2012년 10월 7일에 원본 문서에서 보존된 문서. 2012년 10월 8일에 확인함.
20. ↑  “巨人 沢村にあいさつ 用意した背番号15の意味は?”. 《Sponichi Annex》 (일본어) (スポーツニッポン新聞社). 2012년 10월 29일. 2010년 10월 31일에 원본 문서에서 보존된 문서. 2021년 8월 9일에 확인함.
21. ↑  “侍ジャパンマッチ2012 日本代表メンバー”. 일본 야구 기구. 2012년 11월 6일. 2015년 4월 14일에 확인함.
22. ↑  “日本代表メンバー”. 일본 야구 기구. 2012년 11월 6일. 2015년 4월 14일에 확인함.
23. ↑  “2013ＷＢＣ日本代表候補選手発表”. 일본 야구 기구. 2012년 12월 4일. 2015년 4월 3일에 확인함.
24. ↑  “2013 WORLD BASEBALL CLASSIC　日本代表候補選手”. 일본 야구 기구. 2012년 12월 4일. 2015년 4월 3일에 확인함.
25. ↑  “2013ＷＢＣ日本代表28選手の発表”. 일본 야구 기구. 2013년 2월 20일. 2015년 4월 2일에 확인함.
26. ↑  “2013 Tournament Roster” (영어). WBC 홈페이지. 2015년 2월 19일에 원본 문서에서 보존된 문서. 2015년 4월 2일에 확인함.
27. ↑  “2013 WORLD BASEBALL CLASSIC　日本代表メンバー”. 일본 야구 기구. 2013년 2월 20일. 2015년 4월 2일에 확인함.
28. ↑  “WBC日本代表 最終メンバーにG戦士7選手”. 요미우리 자이언츠. 2013년 2월 20일. 2021년 8월 9일에 확인함.
29. ↑  “沢村が離婚 昨年から協議、先月末届け出”. 스포츠 호치. 2013년 4월 13일. 2013년 4월 13일에 원본 문서에서 보존된 문서. 2013년 4월 13일에 확인함.
30. ↑  “オールスターの監督推薦に、西村、澤村、菅野の３投手”. 《Yomiuri Giants Offitial Website》. 2013년 7월 1일. 2021년 8월 9일에 확인함.
31. ↑  “澤村拓一投手・日本シリーズ以来の一軍マウンドへ、明るい兆し”. 週刊ベースボールONLINE. 2014년 6월 12일. 2021년 8월 9일에 확인함.
32. ↑  “沢村、１８日１軍合流　２１日・ヤクルト戦先発へ”. 스포츠 호치. 2014년 8월 18일. 2014년 11월 11일에 원본 문서에서 보존된 문서. 2021년 8월 9일에 확인함.
33. ↑  “プロ野球:巨人・沢村が危険球退場　ＣＳ第２戦”. 마이니치 신문. 2014년 10월 16일. 2015년 7월 13일에 원본 문서에서 보존된 문서. 2021년 8월 9일에 확인함.
34. ↑  “沢村　中継ぎ決定！不安救援陣の起爆剤へ　守護神“ガチバトル””. 《Sponichi Annex》 (일본어) (スポーツニッポン新聞社). 2014년 11월 10일. 2014년 11월 11일에 원본 문서에서 보존된 문서. 2021년 8월 9일에 확인함.
35. ↑  “欧州代表戦、侍ジャパン出場選手発表！6選手が小久保体制下で初招集”. 사무라이 재팬 공식 홈페이지. 2015년 2월 16일. 2015년 3월 22일에 확인함.
36. ↑  ““守護神・沢村”お披露目はお預け…裏なしで終わり登板流れる”. BASEBALL KING. 2015년 3월 11일. 2015년 3월 22일에 확인함.
37. ↑  “巨人　４安打３点　開幕３年連続白星発進　ＤｅＮＡ　倍打って負けた”. 《Sponichi Annex》 (일본어) (スポーツニッポン新聞社). 2015년 3월 27일. 2021년 2월 23일에 원본 문서에서 보존된 문서. 2021년 8월 9일에 확인함.
38. ↑  “トップチーム第一次候補選手発表！11月に行われる「WBSC世界野球プレミア12」へ向けて65名が名を連ねる”. 사무라이 재팬 공식 홈페이지. 2015년 7월 16일. 2015년 8월 4일에 확인함.
39. ↑  “「WBSC世界野球プレミア12」侍ジャパントップチーム候補選手45名を発表”. 사무라이 재팬 공식 홈페이지. 2015년 9월 10일. 2015년 9월 20일에 확인함.
40. ↑  “「WBSC プレミア12」侍ジャパントップチーム最終ロースター28名発表！！”. 사무라이 재팬 공식 홈페이지. 2015년 10월 9일. 2015년 10월 9일에 확인함.
41. ↑  “年俸1億円で更改”. 산케이 뉴스. 2015년 12월 1일. 2021년 8월 9일에 확인함.
42. ↑  “巨人　沢村が誤算　菅野の勝ち星消し「３回目なので、申し訳ない」”. 《Sponichi Annex》 (일본어) (スポーツニッポン新聞社). 2016년 9월 14일. 2019년 3월 29일에 원본 문서에서 보존된 문서. 2021년 8월 9일에 확인함.
43. ↑  “巨人・由伸監督、村田真ヘッドが“澤村劇場”に苦言”. 도쿄 스포츠. 2016년 7월 6일. 2017년 2월 8일에 확인함.
44. ↑  “【セ・リーグCS】またブチ壊し…巨人・澤村守護神クビ決定的”. 도쿄 스포츠. 2016년 10월 9일. 2017년 2월 8일에 확인함.
45. ↑  “Japanese pitcher throws wild pitch that hits the top of the dugout”. FOX 스포츠. 2017년 3월 4일에 확인함.
46. ↑  “巨人 澤村投手 はり治療のミスで腕の神経にまひか”. 《NHK NEWS WEB》 (일본방송협회). 2017년 9월 10일. 2017년 9월 10일에 원본 문서에서 보존된 문서. 2017년 9월 10일에 확인함.
47. ↑  “真中氏、巨人・沢村を評価「ベンチは助かりますよね」 ｜ ショウアップナイター”. 《BASEBALL KING》 (일본어). 2022년 2월 26일에 확인함.
48. ↑  “巨人沢村6失点大炎上「反省以上の言葉があれば…」 - プロ野球 : 日刊スポーツ”. 《nikkansports.com》 (일본어). 2022년 5월 9일에 확인함.
49. ↑  “巨人・沢村は19%減　9年目へ「胴上げ投手になることが目標」”. 《Sponichi Annex》 (일본어) (スポーツニッポン新聞社). 2018년 12월 4일. 2021년 2월 23일에 원본 문서에서 보존된 문서. 2021년 8월 9일에 확인함.
50. ↑  “巨人・沢村、3250万円増1億5400万円でサイン」”. 산케이 스포츠. 2019년 12월 3일. 2021년 8월 9일에 확인함.
51. ↑  “巨人サンチェス先発回避、右肩に違和感　代役は沢村”. 닛칸 스포츠. 2020년 7월 25일. 2021년 8월 9일에 확인함.
52. ↑  “【巨人】サンチェス、沢村が登録抹消　支配下選手登録された田中豊が即１軍昇格”. 스포츠 호치. 2020년 7월 26일. 2021년 8월 9일에 확인함.
53. ↑  “【巨人】沢村拓一、剛腕復活のために3軍降格　阿部慎之助2軍監督「このままだと終わる」”. 스포츠 호치. 2020년 8월 11일. 2021년 8월 9일에 확인함.
54. ↑  “今季は延長十回まで、トレード期限は９月３０日で合意”. 《산케이 스포츠》. 2020년 6월 10일. 2020년 9월 20일에 확인함.
55. ↑  “電撃！巨人・澤村とロッテ・香月のトレードが成立”. 東スポWeb. 2020년 9월 7일. 2021년 8월 9일에 확인함.
56. ↑  “ロッテ沢村背番106でベンチ入り、ユニ間に合わず”. 닛칸 스포츠. 2020년 9월 8일. 2021년 8월 9일에 확인함.
57. ↑  “沢村「ホッ」３連続Ｋ！ロッテ５連勝　日本ハム連敗”. 닛칸 스포츠. 2020년 9월 8일. 2021년 8월 9일에 확인함.
58. ↑  “ロッテ沢村、シーズン途中加入でセーブは球団３人目”. 닛칸 스포츠. 2020년 9월 20일. 2021년 8월 9일에 확인함.
59. ↑  “ロッテ沢村が海外ＦＡ権取得「感謝」も今は優勝集中”. 닛칸 스포츠. 2020년 10월 17일. 2021년 8월 9일에 확인함.
60. ↑  “ロッテが沢村に「14」打診　残留なら伝説の背番号”. 닛칸 스포츠. 2020년 12월 9일. 2021년 8월 9일에 확인함.
61. ↑  “沢村のレッドソックス入団を発表 守護神への期待大”. 《닛칸 스포츠》 (일본어). 2021년 2월 17일. 2021년 2월 16일에 확인함.
62. ↑  “Red Sox Sign Hirokazu Sawamura”. 《MLB Trade Rumors》 (미국 영어). 2021년 2월 16일. 2021년 2월 16일에 확인함.
63. 1 2 3  “沢村がメジャーデビュー １回１安打無失点１Ｋ”. 《닛칸 스포츠》. 2021년 4월 3일. 2021년 4월 3일에 확인함.
64. 1 2  “沢村拓一がデビュー４戦連続無失点で初ホールド”. 《스포츠 호치》. 2021년 4월 12일. 2021년 4월 12일에 확인함.
65. 1 2 3  “ロッテが澤村拓一の獲得を発表　背番号54で3年ぶりNPB復帰”. 《BASEBALL KING》. 2023년 1월 28일. 2023년 1월 28일에 원본 문서에서 보존된 문서. 2023년 1월 28일에 확인함.
66. ↑  “レッドソックス背番号「１９」は２年ぶり復帰のブラッドリーへ。沢村拓一は、松坂氏が着けていた「１８」に変更”. 《스포츠 호치》. 2022년 3월 16일. 2022년 3월 16일에 확인함.
67. ↑  “沢村拓一がメジャー通算１００試合登板＆１００奪三振マーク　敵地で防御率は驚異の０・４３”. 스포츠 호치. 2022년 8월 18일. 2022년 8월 24일에 확인함.
68. ↑  Darragh McDonald (2022년 8월 29일). “Red Sox Designate Hirokazu Sawamura, Austin Davis; Select Zack Kelly”. 《MLB Trade Rumors》 (영어). 2022년 8월 31일에 확인함.
69. 1 2 3  “ロッテ、澤村拓一獲得を発表　背番号「54」で3年ぶりNPB復帰、昨季Rソックスで49登板”. 《Full-Count》. 2023년 1월 28일. 2023년 1월 28일에 원본 문서에서 보존된 문서. 2023년 1월 28일에 확인함.
70. ↑  “ロッテが沢村拓一の獲得を正式発表　3年ぶりの古巣復帰　背番号は「54」　オスナ流出リリーフ陣の救世主に”. 《デイリースポーツ online (daily.co.jp)》. 2023년 1월 28일. 2023년 1월 28일에 원본 문서에서 보존된 문서. 2023년 1월 28일에 확인함.
71. ↑  “【ロッテ】沢村拓一の入団を発表　メジャーから3年ぶり復帰”. 《닛칸 스포츠》. 日刊スポーツ新聞社. 2023년 1월 28일. 2023년 1월 28일에 원본 문서에서 보존된 문서. 2023년 1월 28일에 확인함.
72. ↑  “【ロッテ】沢村拓一が出場選手登録抹消「自分の状態を客観的に見てもよくない」”. 스포츠 호치. 2023년 6월 4일. 2023년 9월 18일에 확인함.
73. ↑  “【ロッテ】沢村拓一11日ぶりマウンドで１回無失点　締めた益田直也は通算200セーブ王手”. 닛칸 스포츠. 2023년 6월 15일. 2023년 9월 18일에 확인함.
74. ↑  “【ロッテ】沢村拓一、日米通算1000投球回達成も「負けちゃったから何もない」サヨナラ打許す”. 닛칸 스포츠. 2023년 7월 30일. 2023년 9월 18일에 확인함.
75. ↑  “【ロッテ】沢村拓一、可逆性脳血管攣縮症候群と診断　専門家「通常であれば、数か月で自然に治る」”. 스포츠 호치. 2023년 8월 11일. 2023년 9월 18일에 확인함.
76. ↑  “沢村拓一は「可逆性脳血管攣縮症候群」と診断 すでに退院、問題なければ9月から通常練習再開【ロッテ】”. 주니치 스포츠. 2023년 8월 11일. 2023년 9월 18일에 확인함.
77. ↑  “ロッテ・沢村拓一が「可逆性脳血管攣縮症候群」から１軍復帰登板　ソロ浴び１回１失点もファンから大きな拍手で迎えられる”. サンスポ. 2023년 9월 3일. 2023년 9월 18일에 확인함.
78. ↑  변화구 러닝: 슬라이더편 - 사와무라 히로카즈, 《슈칸 베이스볼》, 2011년 26호, 베이스볼 매거진사, 잡지 20441-6/20, p.24-25
79. 1 2 3  《아마추어 야구》 제29호, 닛칸 스포츠 출판사, 2010년, 잡지 66835-98, p.12-14
80. ↑  고세키 준지, 니시오 노리후미, 이시카와 데쓰야, 바노 모리야스 (2011). 《プロ野球スカウティングレポート2011》. 고사이도 출판. 2頁쪽. ISBN 978-4-331-51519-8.
81. ↑  “ロッテ沢村、自己最速159キロも満塁からV打献上”. 닛칸 스포츠. 2020년 11월 14일. 2021년 8월 9일에 확인함.
82. ↑  “【巨人】沢村拓一、152キロの超高速スプリットで1回0封「良かったです」”. 스포츠 호치. 2020년 6월 21일. 2021년 8월 9일에 확인함.
83. ↑  ‘ドラフト候補をたっぷり語る 『アマチュア野球』第29号’, 닛칸 스포츠 출판사, 2010년, 잡지 66835-98, p.47
84. ↑  “沢村「魔球」解禁で先発再浮上”. 닛칸 스포츠. 2013년 2월 19일. 2021년 8월 9일에 확인함.
85. ↑  《野球太郎 2014 プロ野球＆ドラフト候補選手名鑑》. 고사이도 출판. 2014. 175쪽. ISBN 978-4-331-80255-7.
86. 1 2  《야큐코조》 2010년 10월호, 뱌쿠야쇼보, 잡지 18801-10, p.172-175
87. 1 2 3  드래프트 지명 선수의 야구 인생 다큐멘터리 《야큐코조》, 2010 드래프트 총결산호, 뱌쿠야쇼보, 잡지 67614-98, p.84-89
88. ↑  “沢村、覚悟のオフ「笑い者で終わるのか、そうでないか」”. 스포츠 호치. 2013년 11월 18일. 2013년 11월 26일에 원본 문서에서 보존된 문서. 2021년 8월 9일에 확인함.
89. ↑  ‘권두 독점 인터뷰 2 - 사와무라 히로카즈’, 《슈칸 베이스볼》, 2011년 9호, 베이스볼 매거진사, 잡지 20441-2/28, p.10-13
90. ↑  “G澤村、離婚発表も筋肉ツイ連投”. R25.jp. 2013년 4월 19일. 2021년 8월 9일에 확인함.
91. ↑  “＜本格派誕生秘話＞ 澤村拓一 「不器用さが生んだ剛速球」(1/4)”. Number Web. 2011년 4월 15일. 2021년 8월 9일에 확인함.
92. ↑  “巨人沢村がバーベルと決別「土台できた」”. 닛칸 스포츠. 2014년 1월 16일. 2021년 8월 9일에 확인함.
93. ↑  “沢村、救援陣打たれ白星消滅も「僕の力不足」”. 《Sponichi Annex》 (일본어) (スポーツニッポン新聞社). 2011년 4월 16일. 2016년 3월 4일에 원본 문서에서 보존된 문서. 2021년 8월 9일에 확인함.
94. ↑  “巨人沢村“社運”託された契約”. 닛칸 스포츠. 2012년 1월 29일. 2016년 4월 20일에 원본 문서에서 보존된 문서. 2021년 8월 9일에 확인함.
95. ↑  【ロッテ】沢村拓一が借りた背番号「１０６」の因縁…ポケモンＧＯで「サワムラー」だった - 스포츠 호치, 2020년 9월 8일
96. ↑  “「サワムラー」ぬいぐるみ売り切れ続出！いったい何が？→ロッテ澤村の影響という説”. 《J-CAST ニュース》 (일본어). 2020년 10월 8일. 2023년 1월 28일에 확인함.
97. 1 2  “ロッテ澤村＆サワムラーが“一体化” 2ショット実現にファン歓喜「夢の共演」”. 《Full-Count》 (일본어). 2020년 9월 27일. 2020년 11월 28일에 확인함.
98. ↑  “【巨人】沢村「緊張しなかった」初先発”. 《닛칸 스포츠》. 2011년 4월 15일. 2022년 11월 18일에 확인함.
99. ↑  “沢村プロ１勝、巨人エースへ伝説の始まり”. 《닛칸 스포츠》. 2011년 4월 22일. 2022년 11월 18일에 확인함.
100. ↑  “沢村　プロ初完投で４０日ぶりの２勝目”. 《스포츠 닛폰》. 2011년 6월 1일. 2021년 4월 24일에 확인함.
101. ↑  “沢村初完封１０勝　１安打投球で防御率１点台の快挙”. 《스포츠 닛폰》. 2011년 10월 9일. 2021년 4월 24일에 확인함.
102. ↑  “沢村プロ初セーブ　２死から被弾反省「信頼されるクローザーに」”. 《스포츠 닛폰》. 2015년 3월 28일. 2022년 11월 18일에 확인함.
103. ↑  “【巨人】沢村１イニング４奪三振の珍記録”. 《닛칸 스포츠》. 2012년 4월 13일. 2022년 9월 16일에 확인함.
104. ↑  “沢村　堀内以来４５年ぶり　新人から２年連続の２ケタ勝利”. 《스포츠 닛폰》. 2012년 10월 6일. 2022년 9월 16일에 확인함.
105. ↑  “澤村拓一が好救援でメジャー初勝利　指揮官は賛辞惜しまず「素晴らしい働き」”. 《Full-Count》. 2021년 4월 24일. 2021년 4월 24일에 확인함.
106. ↑  “ロッテ・沢村が日米通算1000投球回を達成”. 《스포츠 닛폰》. 2023년 7월 30일. 2023년 7월 30일에 확인함.